# Leonid Ilyich Brezhnev
Leonid Ilyich Brezhnev (tiếng Nga: Леони́д Ильи́ч Бре́жнев; phiên âm tiếng Việt: Brê-giơ-nhép; 19 tháng 12 năm 1906 – 10 tháng 11 năm 1982) là Tổng bí thư Ủy ban Trung ương Đảng Cộng sản Liên Xô từ năm 1964 đến năm 1982. Ông từng hai lần giữ chức Chủ tịch Đoàn Chủ tịch Xô viết Tối cao (lãnh đạo nhà nước) từ ngày 7 tháng 5 năm 1960 đến ngày 15 tháng 7 năm 1964, sau đó từ 16 tháng 6 năm 1977 tới khi qua đời ngày 10 tháng 11 năm 1982.

## Tuổi trẻ
Brezhnev sinh ngày 19 tháng 12 năm 1906 tại Kamjanske tại Ukraina, con của Ilya Yakovlevich Brezhnev và vợ Natalia Denisovna. Giống như nhiều thanh niên khác trong những năm sau cuộc Cách mạng Nga năm 1917, ông được giáo dục dạy nghề, ban đầu là quản lý đất đai nơi ông khởi đầu như một người điều tra đất đai và sau đó trong ngành luyện kim. Ông tốt nghiệp Trường kỹ thuật (те́хникум) Luyện kim Kamjanske và trở thành một kỹ sư luyện kim trong ngành công nghiệp sắt thép ở phía đông Ukraina. Ông gia nhập tổ chức Đoàn thanh niên Komsomol vào năm 1923 vào Đảng năm 1931. Ở những thời điểm khác nhau ông sẽ tự miêu tả mình là một người Ukraina, hay sau này, khi trải qua các chức vụ trong Đảng, là người Nga. Sau này, trong thời cầm quyền của ông đã có một tiến trình Nga hóa tại Belarus, Ukraina, và Moldavia: tỷ lệ trẻ em được dạy ngôn ngữ mẹ đẻ trong các quốc gia của chúng giảm sút, truyền thông bằng tiếng địa phương bị hạn chế và những người theo "chủ nghĩa quốc gia" bị bỏ tù.
Giai đoạn 1935-1936, Brezhnev thực hiện nghĩa vụ quân sự, và sau khi trải qua các khoá học tại một trường xe tăng, ông làm Chính ủy tại một nhà máy xe tăng. Sau này, vào năm 1936, ông trở thành Hiệu trưởng Trường Kỹ thuật Luyện kim Dniprodzerzhynsk, nơi ông từng là học viên, vào năm 1939, ông trở thành Bí thư Thành ủy Dnipropetrovsk, chịu trách nhiệm về các ngành công nghiệp quốc phòng quan trọng của thành phố này.

## Lên nắm quyền lực
Brezhnev thuộc thế hệ những người Cộng sản Liên Xô đầu tiên không có ký ức về nước Nga trước cuộc cách mạng, và từng quá trẻ để tham gia vào các cuộc đấu tranh trong giới lãnh đạo Đảng sau cái chết của Lenin năm 1924. Thời điểm Brezhnev vào Đảng, Stalin là lãnh tụ không thể bị tranh cãi. Những người còn lại sau cuộc thanh lọc chính trị của Stalin giai đoạn 1937-1939 có thể được thăng tiến nhanh chóng, bởi cuộc thanh lọc để lại nhiều chức vụ trống ở các tầng lớp lãnh đạo cao trong Đảng và Nhà nước.

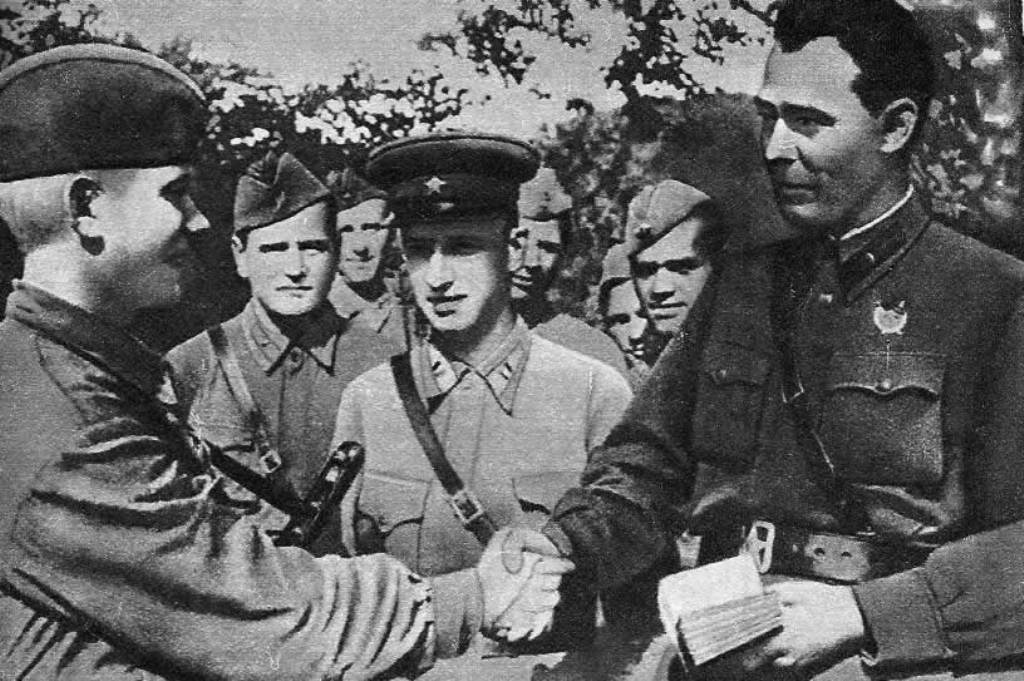
Chính ủy Lữ đoàn Brezhnev trong cuộc Chiến tranh Vệ quốc Vĩ đại

Tháng 6 năm 1941, Phát xít Đức xâm lược Liên Xô và như hầu hết cán bộ trung cấp trong Đảng, Brezhnev ngay lập tức đăng ký vào quân đội và được đồng hóa cấp bậc Chính ủy Trung đoàn dự bị. Ban đầu, ông công tác trong hoạt động để sơ tán các ngành công nghiệp tại Dnipropetrovsk về phía đông Liên Xô trước khi thành phố rơi vào tay quân Đức ngày 26 tháng 8, sau đó ông chính thức trở thành một sĩ quan chính trị tại mặt trận. Tháng 10, Brezhnev được bổ nhiệm làm Phó Chủ nhiệm Chính trị Phương diện quân Nam. Ngày 26 tháng 12 năm 1941, ông được phong cấp bậc Chính ủy Lữ đoàn (Бригадный комиссар, tương đương Đại tá).
Năm 1942, sau khi quân Đức chiếm được hầu hết Ukraina, Brezhnev được gửi tới Kavkaz làm Phó Chủ nhiệm Chính trị Phương diện quân Ngoại Kavkaz. Cấp bậc của ông cũng chính thức được chuyển thành Đại tá. Tháng 1 năm 1943, ông trở thành Chủ nhiệm Chính trị Tập đoàn quân 18 thuộc Phương diện quân Ukraina 4, khi Hồng Quân giành lại thế chủ động và tiến về phía tây qua Ukraina. Tháng 11 năm 1944, ông được thăng quân hàm Thiếu tướng. Đến cuối cuộc chiến ở châu Âu, Brezhnev là Chủ nhiệm Chính trị của Phương diện quân Ukraina 4 tiến vào Praha sau khi Đức đầu hàng.
Tháng 8 năm 1946, Brezhnev rời Hồng quân với cấp bậc Thiếu tướng. Trong toàn bộ cuộc chiến ông luôn làm Chính ủy chứ không phải là một chỉ huy quân sự. Sau khi làm việc tại các dự án tái thiết ở Ukraina ông một lần nữa trở thành Bí thư thứ nhất tại Dnipropetrovsk. Năm 1950, ông trở thành Phó Chủ tịch Xô viết Tối cao Liên Xô, cơ quan lập pháp cao nhất nước. Cuối năm ấy ông được chỉ định làm Bí thư thứ nhất của Đảng tại Cộng hoà Xã hội chủ nghĩa Xô viết Moldavia, và đang được sáp nhập vào Liên Xô. Năm 1952, ông trở thành một thành viên của Ban Chấp hành Trung ương Đảng Cộng sản Liên Xô và được giới thiệu như một ứng cử viên vào Đoàn Chủ tịch (trước kia là Bộ chính trị).

## Quan hệ Brezhnev và Khrushchev
Brezhnev gặp Nikita Khrushchev năm 1931, một thời gian ngắn sau khi vào Đảng. Ông trở thành người được Khrushchev bảo trợ và tiếp tục thăng tiến của các cấp bậc lãnh đạo. Ông là Bí thư thứ nhất của Đảng tại Cộng hoà Xã hội chủ nghĩa Xô viết Moldavia từ ngày 3 tháng 11 năm 1950 tới 16 tháng 4 năm 1952. Với tư cách Bí thư thứ nhất Đảng Cộng sản Moldavia, Brezhnev loại trừ và trục xuất hàng nghìn người sắc tộc Romania khỏi Cộng hoà Xã hội chủ nghĩa Xô viết Moldavia và thực hiện việc tập thể hóa bắt buộc. Trong thời Brezhnev ở đây, ông chịu trách nhiệm việc chuyển 25 vạn người khỏi Cộng hoà Xã hội chủ nghĩa Xô viết Moldavia tới các vùng khác của Liên Xô.
Stalin chết tháng 3 năm 1953, và trong tiến trình tái tổ chức sau khi Đoàn Chủ tịch bị xoá bỏ và một Bộ Chính trị nhỏ hơn được tái lập. Dù Brezhnev không được làm một thành viên Bộ Chính trị, ông được chỉ định làm Phó Tổng cục trưởng Tổng cục Chính trị Hồng quân và Hải quân với cấp bậc Trung tướng, một chức vụ rất cao cấp. Đây có lẽ bởi quyền lực mới của người đỡ đầu cho ông - Khrushchev, đã thành công trong việc lên thay thế Stalin trở thành Tổng bí thư Ban Chấp hành Trung ương Đảng. Ngày 7 tháng 5 năm 1955, ông trở thành Bí thư thứ nhất của Đảng Cộng sản Cộng hoà Xã hội chủ nghĩa Xô viết Kazakhstan, cũng là một chức vụ quan trọng.
Tháng 2 năm 1956, Brezhnev được gọi về Moskva, đưa lên làm Ủy viên Dự khuyết Bộ Chính trị và chịu trách nhiệm kiểm soát ngành công nghiệp quốc phòng, chương trình không gian, công nghiệp nặng, và xây dựng thủ đô. Khi ấy ông là một thành viên cao cấp trong bộ máy của Khrushchev, vào tháng 6 năm 1957, ông ủng hộ Khrushchev trong cuộc đấu tranh của ông này với nhóm thân Stalin trong giới lãnh đạo đảng, cái gọi là "Nhóm Chống Đảng" do Vyacheslav Molotov, Georgy Malenkov, Lazar Kaganovich cũng như Dmitri Shepilov đứng đầu. Sau khi đánh bại nhóm đảng viên già, Brezhnev trở thành một Ủy viên chính thức của Bộ Chính trị. Tháng 5 năm 1960, ông được bầu làm Chủ tịch Đoàn chủ tịch Xô viết Tối cao, khiến ông được chỉ định làm nguyên thủ quốc gia dù quyền lực thực tế nằm trong tay Khrushchev với tư cách Tổng bí thư.
Cho tới tận khoảng năm 1962, chức vụ của Khrushchev là lãnh đạo Đảng vẫn vững chắc, nhưng khi già thêm ông trở nên thất thường và cách lãnh đạo của ông khiến ông mất lòng tin trong giới lãnh đạo. Các vấn đề kinh tế ngày càng nghiêm trọng của Liên Xô cũng làm gia tăng sức ép lên chức vụ lãnh đạo của Khrushchev. Bề ngoài, Brezhnev vẫn hoàn toàn trung thành với Khrushchev, nhưng, vào năm 1963, ông tham gia vào một âm mưu loại bỏ Khrushchev, có lẽ theo một số nguồn tin chính là người tổ chức âm mưu, như lời kể của Gennadii Voronov. Alexey Kosygin, Nikolay Podgorny, Alexander Shelepin và một số quan chức cao cấp khác cũng tham dự vào kế hoạch. Năm ấy Brezhnev kế vị Frol Kozlov, một người được đỡ đầu khác của Khrushchev, làm Bí thư thứ hai Ban chấp hành Trung ương Đảng Cộng sản Liên Xô, khiến ông trở thành người có khả năng kế vị Khrushchev.
Ngày 14 tháng 10 năm 1964, khi Khrushchev đang đi nghỉ, những người âm mưu hành động. Brezhnev và Podgorny triệu tập Bộ Chính trị, lên án Khrushchev về những sai lầm trong kinh tế, buộc tội ông là người duy ý chí và có cách cư xử không đúng đắn. Bị ảnh hưởng bởi đồng minh của Brezhnev, các Ủy viên Bộ Chính trị bỏ phiếu loại bỏ Khrushchev. Brezhnev được chỉ định làm Bí thư thứ nhất của Đảng; Aleksey Kosygin được chỉ định làm Thủ tướng, và Anastas Mikoyan trở thành lãnh đạo nhà nước (Năm 1965 Mikoyan nghỉ hưu và được thay thế bởi Podgorny).

## Lãnh đạo Đảng

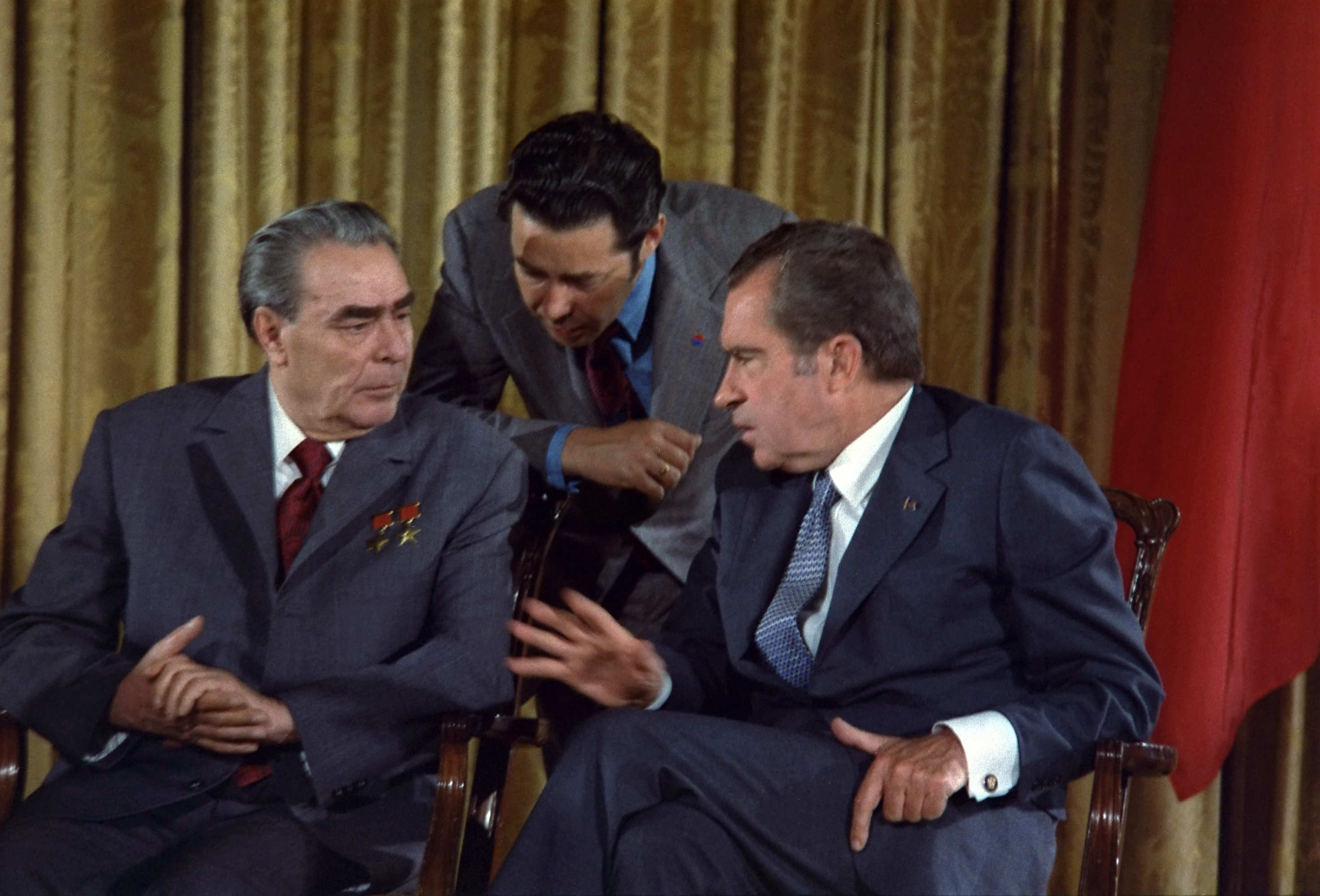
Richard Nixon và Brezhnev gặp gỡ tại Nhà Trắng, 19 tháng 6 năm 1973

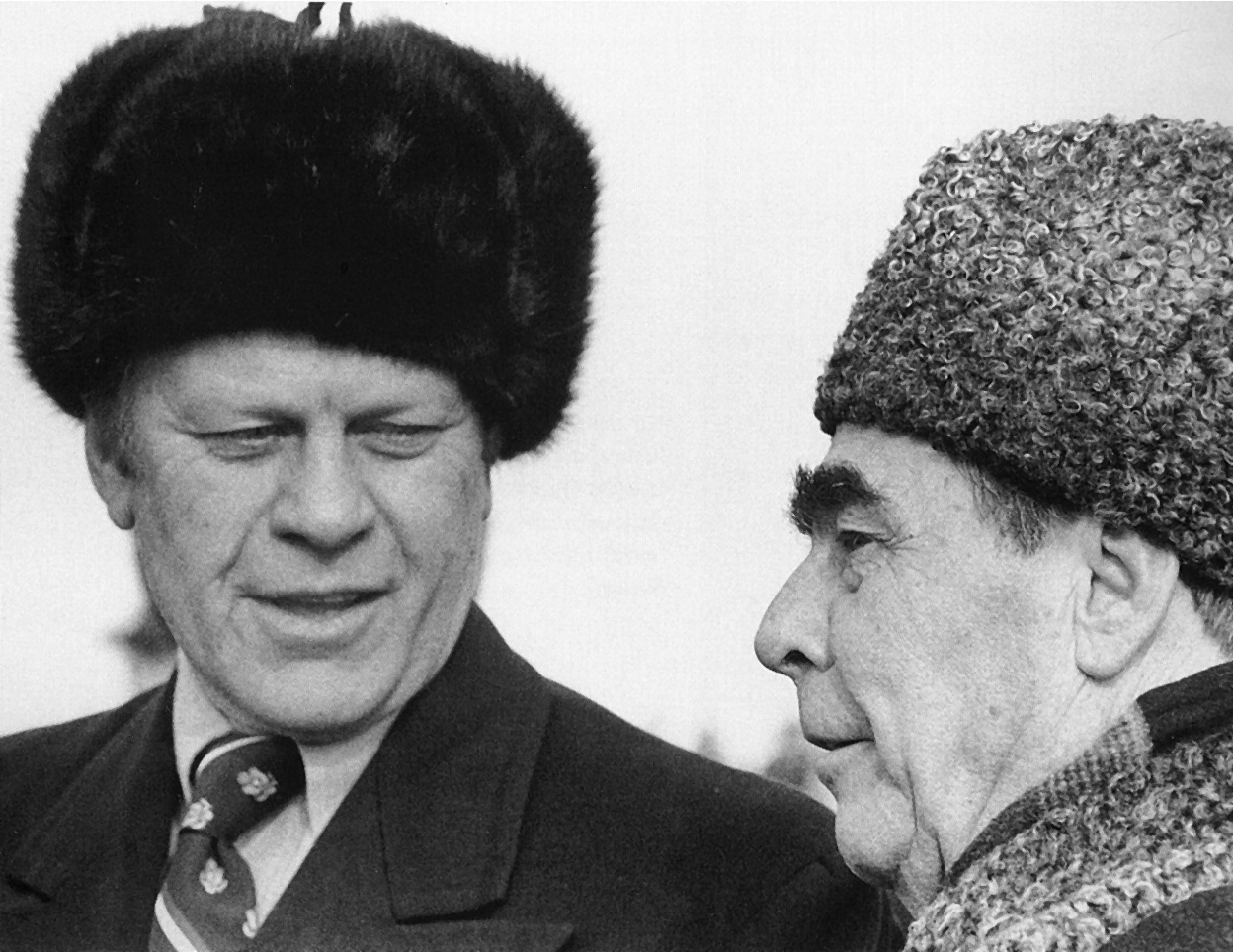
Gerald Ford và Brezhnev gặp gỡ tại Vladivostok, tháng 11 năm 1974

Trong những năm Khrushchev nắm quyền, Brezhnev đã ủng hộ việc lên án cầm quyền độc đoán của Stalin, việc hồi phục cho nhiều nạn nhân của những cuộc thanh trừng, và sự tự do hóa một cách thận trọng dành cho tới trí thức Liên Xô và chính sách văn hóa của Khrushchev. Nhưng ngay khi lên làm lãnh đạo, Brezhnev bắt đầu đảo ngược quá trình này, và phát triển một thái độ ngày càng trở nên bảo thủ và mang tính đàn áp. Trong một bài phát biểu vào tháng 5 năm 1965 để kỷ niệm lần thứ 20 ngày chiến thắng Phát xít Đức, Brezhnev đã lần đầu tiên đề cập tới Stalin một cách tán dương. Tháng 4 năm 1966, ông nắm chức danh Tổng bí thư, từng là chức danh của Stalin cho tới năm 1952. Phiên toà xử các tác gia Yuri Daniel và Andrei Sinyavsky năm 1966 — phiên toà đầu tiên kiểu những phiên tòa thời Stalin — đã đánh dấu sự đảo ngược với chính sách đàn áp văn hóa. Về sau, dưới thời Yuri Andropov, Cơ quan An ninh Nhà nước (KGB) đã có lại hầu hết quyền lực từng có thời Stalin, dù không có những cuộc thanh trừng như kiểu thập niên 1930 và 1940.
Cuộc khủng hoảng đầu tiên của chế độ Brezhnev xảy ra năm 1968, với nỗ lực của giới lãnh đạo Cộng sản tại Tiệp Khắc, dưới quyền Alexander Dubček, để tự do hóa hệ thống Cộng sản (xem Mùa xuân Praha). Vào tháng 7, Brezhnev công khai lên án giới lãnh đạo Tiệp Khắc là "xét lại" và "chống Xô viết" và, vào tháng 8, ông tổ chức một cuộc xâm lược Tiệp Khắc của Khối Hiệp ước Warszawa, và lật đổ Dubček. Cuộc xâm lược dẫn tới nhiều cuộc phản đối công khai của những người bất đồng ở Liên Xô. Sự xác nhận của Brezhnev rằng Liên Xô có quyền can thiệp vào công việc nội bộ của các nước vệ tinh của mình để "bảo vệ chủ nghĩa xã hội" đã bắt đầu được gọi là Học thuyết Brezhnev, dù nó thực tế là một sự trình bày lại của chính sách Xô viết đã tồn tại, như Khrushchev đã thể hiện tại Hungary năm 1956.
Dưới thời Brezhnev, quan hệ với Trung Quốc tiếp tục xấu đi, sau cuộc chia rẽ Trung-Xô và tan vỡ đầu thập niên 1960. Năm 1965, Thủ tướng Trung Quốc Chu Ân Lai tới thăm Moskva để đàm phán, nhưng không có giải pháp nào cho sự xung đột. Năm 1969, giữa quân đội Liên Xô và Trung Quốc xảy ra một loạt các cuộc va chạm dọc biên giới trên sông Ussuri. Brezhnev cũng tiếp tục sự ủng hộ của Liên Xô cho Việt Nam Dân chủ Cộng hòa trong cuộc Chiến tranh Việt Nam. Năm 1962, Brezhnev trở thành công dân danh dự của Belgrade. Ngày 22 tháng 1 năm 1969, một sĩ quan Liên Xô, Viktor Ilyin, đã tìm cách ám sát Brezhnev.
Tuy nhiên, sự tan băng trong quan hệ Trung-Mỹ bắt đầu từ năm 1971, đã đánh dấu một giai đoạn mới trong quan hệ quốc tế. Để ngăn chặn sự hình thành một liên minh Mỹ-Trung chống Liên Xô, Brezhnev đã mở một vòng đàm phán mới với Hoa Kỳ. Tháng 5 năm 1972, Tổng thống Richard Nixon tới thăm Moskva, và hai nhà lãnh đạo đã ký Hiệp ước Giới hạn Vũ khí Chiến lược (SALT I), đánh dấu sự khởi đầu của thời kỳ "détente" (giảm căng thẳng). Tháng 1 năm 1973, Mỹ chính thức chấm dứt tham dự vào cuộc Chiến tranh Việt Nam, loại bỏ một chướng ngại quan trọng cho quan hệ Xô-Mỹ. Tháng 5, Brezhnev tới thăm Tây Đức, và, vào tháng 6, ông có một chuyến thăm cấp nhà nước tới Hoa Kỳ.
Đỉnh cao của thời kỳ giảm căng thẳng thời Brezhnev là việc ký kết Định ước Helsinki cuối cùng năm 1975, công nhận các biên giới thời hậu chiến ở đông và trung Âu và, trên thực tế, hợp pháp hóa sự bá chủ của Liên Xô trong vùng. Đổi lại, Liên Xô đồng ý rằng "các nhà nước liên quan sẽ tôn trọng nhân quyền và các quyền tự do nền tảng, gồm tự do tư tưởng, tự do lương tâm, tự do tôn giáo hay tín ngưỡng, cho tất cả mọi người không phân biệt sắc tộc, giới tính, ngôn ngữ hay tôn giáo". Nhưng những điều này không bao giờ trở thành hiện thực, và sự chống đối chính trị với quá trình giảm căng thẳng tăng lên tại Mỹ khi những mong đợi lạc quan về sự "giảm căng thẳng" không xảy ra bởi không có bất kỳ sự tự do hóa nào bên trong Liên Xô và các quốc gia vệ tinh của nó. Vấn đề quyền di cư cho người Do Thái Liên Xô ngày càng trở thành trở ngại cho quan hệ Xô-Mỹ. Một Hội nghị thượng đỉnh giữa Brezhnev và Tổng thống Gerald Ford tại Vladivostok tháng 11 năm 1974 đã không thể giải quyết các vấn đề. (xem Sửa đổi Jackson-Vanik)

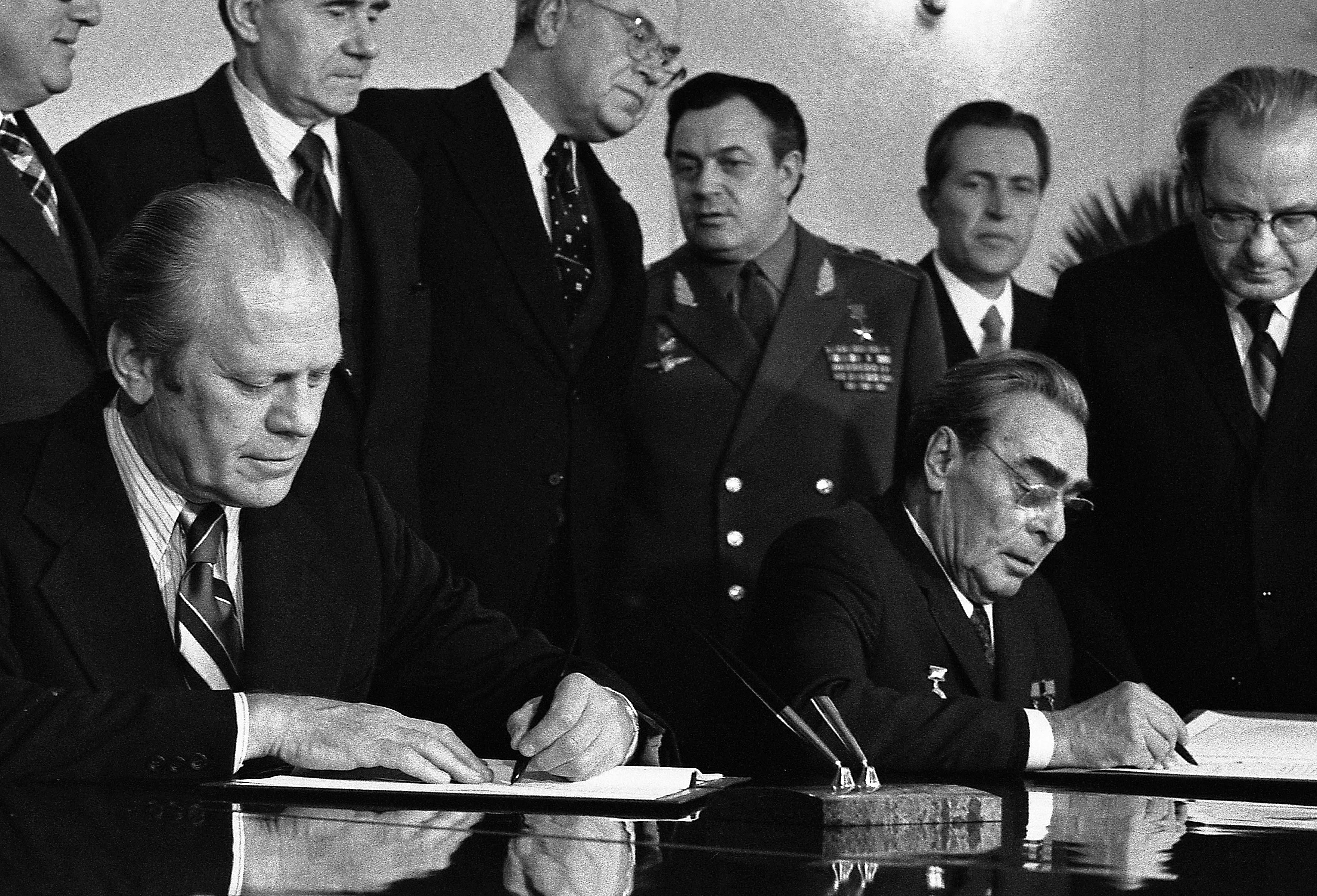
Leonid Brezhnev và Gerald Ford ký Tuyên bố chung về Hiệp ước SALT tại Vladivostok

Trong thập niên 1970, Liên Xô đã đạt tới đỉnh cao quyền lực chính trị và chiến lược trong quan hệ với Hoa Kỳ. Hiệp ước SALT I đã hình thành một cách có hiệu quả sự cân bằng về vũ khí hạt nhân giữa hai siêu cường. Định ước Helsinki hợp pháp hóa tầm ảnh hưởng của Liên Xô ở Đông Âu, và thất bại của Hoa Kỳ tại Việt Nam và vụ Watergate làm suy yếu danh tiếng của Mỹ. Dưới sự chỉ huy của Đô đốc Sergei Gorshkov, Liên Xô lần đầu tiên cũng trở thành một cường quốc hải quân thế giới. Liên Xô mở rộng quan hệ ngoại giao và ảnh hưởng chính trị tới Trung Đông và châu Phi. Đồng minh của Liên Xô, Cuba, đã can thiệp quân sự thành công vào cuộc nội chiến Angola năm 1975 và sau đó vào cuộc Chiến tranh Ogaden năm 1977-1978 giữa Ethiopia và Somalia. Sự can thiệp quân sự của Liên Xô là tối thiểu, nhưng các vũ khí và cố vấn quân sự của họ đã tham gia vào các cuộc xung đột này cùng các lực lượng Cuba.
Trong giai đoạn này, Brezhnev đã củng cố vị trí của mình. Tháng 6 năm 1977, ông buộc Podgorny nghỉ hưu và một lần nữa trở thành Chủ tịch Đoàn Chủ tịch Xô viết Tối cao Liên Xô, biến chức vụ này trở thành tương đương với chức vụ của một Tổng thống hành pháp. Tuy Kosygin vẫn là Thủ tướng chỉ một thời gian ngắn sau khi ông chết năm 1980, Brezhnev rõ ràng là người thống trị ban lãnh đạo từ năm 1977 trở về sau. Tháng 5 năm 1976, ông tự phong mình làm Nguyên soái Liên Xô, "Nguyên soái chính trị" đầu tiên từ thời Stalin. Bởi Brezhnev chưa bao giờ giữ chức chỉ huy quân sự, hành động này đã làm dấy lên sự phản đối trong giới chỉ huy chuyên nghiệp, nhưng quyền lực và ảnh hưởng của họ dưới thời Brezhnev đảm bảo rằng họ luôn ủng hộ ông. Cũng trong thời gian này sức khoẻ Brezhnev bắt đầu có dấu hiệu giảm sút.

## Vụ việc máy bay
Ngày 9 tháng 2 năm 1961 khi Brezhnev (khi ấy là Chủ tịch Đoàn Chủ tịch Tối cao) đang trên đường tới Cộng hòa Guinea trong một chuyến viếng thăm cấp nhà nước, chiếc IL-18 đã bị tấn công bởi một số chiếc máy bay chiến đấu của Pháp. Phi công Boris Bugaev đã thoát khỏi vụ tấn công thành công.

## Kinh tế trì trệ

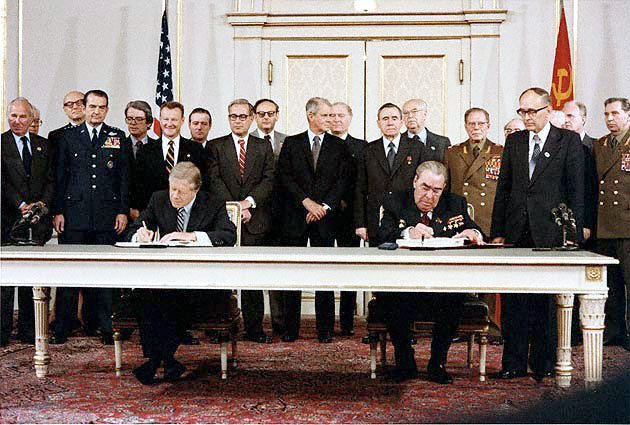
Carter và Brezhnev ký Hiệp ước SALT II, 18 tháng 6 năm 1979, tại Viên

Cả quyền lực của Liên Xô trên bình diễn quốc tế và quyền lực trong nước của Brezhnev đều dựa trên một nền kinh tế mạnh. Nhưng nông nghiệp Liên Xô dần không thể đáp ứng cho số dân thành thị, chỉ đủ cung cấp cho tiêu chuẩn sống mà chính phủ hứa hẹn là những kết quả của "chủ nghĩa xã hội" đã trưởng thành, và khả năng công nghiệp cũng dựa vào đó.
Những yếu tố đó cộng với sự chạy đua vũ trang trong nửa sau thập niên 1970. Những khoản chi tiêu khổng lồ cho các lực lượng vũ trang vào những dự án đầy tham vọng như chương trình vũ trụ hay Tuyến đường sắt chính Baikal-Amur, càng trở nên nặng nề hơn với nhu cầu nhập khẩu ngũ cốc với giá cao, làm giảm khả năng đầu tư vào hiện đại hóa công nghiệp hay cải thiện các tiêu chuẩn sống. Hậu quả là một nền "kinh tế phi chính thức" lớn (xem Thị trường chợ đen) để cung cấp nhu cầu cho một nền kinh tế hạn chế về hàng hóa tiêu dùng và dịch vụ. Điều này, cộng với những vấn đề chưa được giải quyết của nạn tham nhũng trong giới lãnh đạo địa phương, làm giảm sự ủng hộ của dân chúng cho Brezhnev. Nhiều quan chức cao cấp bị đem ra xét xử về các vấn đề tham nhũng ngay khi Yuri Andropov kế vị Brezhnev.

## Những năm cuối cùng
Những năm cuối cùng thời kỳ cầm quyền của Brezhnev đặc điểm ở sự sùng bái cá nhân ngày càng tăng. Ông nổi tiếng là người thích huân chương (tổng cộng ông nhận được 114 chiếc), vào tháng 12 năm 1976, nhân ngày sinh lần thứ 70 ông được trao huân chương Anh hùng Liên Xô, giải thưởng cao nhất của nhà nước, thường được trao cho người có thành tích lớn phục vụ nhà nước và xã hội. Brezhnev được nhận giải thưởng này, cùng với Huân chương Lenin và Huân chương Sao Vàng, ba lần nữa trong những ngày sinh nhật ông. Brezhnev cũng được trao Huân chương Chiến thắng, huân chương cao nhất của quân đội Liên Xô, năm 1978, trở thành người duy nhất được nhận nó sau Chiến tranh thế giới thứ hai. Tuy nhiên, những huân chương dành cho Brezhnev đã gây ra một cuộc tranh cãi năm 1989, cho rằng ông không đáp ứng các tiêu chuẩn để được nhận chúng.
Những giải thưởng quân sự ông được nhận với thành tích tham gia vào một khoảng thời gian ít được biết tới trong Chiến tranh thế giới thứ hai, khi một nhóm lính thủy Liên Xô ngăn chặn một nỗ lực của Đức nhằm tiêu diệt cứ điểm của Liên Xô, có tên hiệu Malaya Zemlya, trên bờ Biển Đen gần Novorossiysk. Đầu những năm 1980, cuốn sách của Brezhnev về sự kiện này, cùng với những cuốn sách khác của ông, về Chiến dịch Virgin Lands và về những công việc tái thiết ngành công nghiệp Ukraina thời hậu chiến, đã được dịch sang hai chục thứ tiếng (gồm cả tiếng Do Thái) và trở thành (ít nhất trên báo chí) tài liệu nghiên cứu bắt buộc cho mọi trường học Liên Xô. Hiện mọi người tin rằng những cuốn sách được viết ra bởi một số "người viết thuê" của ông. Với sự thúc giục của Brezhnev - hay để tâng bốc vị lãnh đạo già - giai đoạn Malaya Zemlya được đề cao thêm: một bộ phim đã được sản xuất, với một bài hát của Aleksandra Pakhmutova.
Tuy nhiên, không giống như sự sùng bái cá nhân của Stalin, sự sùng bái dành cho Brezhnev được đa số người coi là rỗng tuếch và trơ tráo, và, vì không có một cuộc thanh trừng, để có thể buộc mọi người phải kính trọng hay sợ hãi, nó đã không được đón nhận và bị hờ hững. Không biết được rằng liệu Brezhnev có biết về điều này không, bởi ông thường bận rộn với các cuộc họp thượng đỉnh quốc tế (như hiệp ước SALT II, được ký với Jimmy Carter vào tháng 6 năm 1979), và thường lãnh đạo các vấn đề quan trọng trong nước. Chúng được trao cho những người phụ tá của ông, một số trong số họ, như người chịu trách nhiệm lãnh đạo nông nghiệp Mikhail Gorbachev, dần tin tưởng rằng một cuộc cách mạng từ nền móng là cần thiết. Tuy nhiên, không có âm mưu nào trong giới lãnh đạo chống lại Brezhnev, và ông được phép dần rút khỏi quyền lực khi sức khoẻ sút giảm. Tình trạng sức khoẻ kém của ông hiếm khi –  hay thậm chí không bao giờ  –  được đề cập trên báo chí Liên Xô, nhưng thực tế đã trở nên rõ ràng với sự vắng mặt của ông trong các sự kiện công khai và với tình trạng ngày càng xấu đi về kinh tế và chính trị.
Trong số di sản của Brezhnev để lại cho những người kế nhiệm ông là quyết định can thiệp vào Afghanistan năm 1979, nơi một chế độ cộng sản đang chiến đấu với các chiến binh nổi dậy Hồi giáo được Hoa Kỳ viện trợ và các lực lượng khác nhằm giành quyền lực. Quyết định này không phải do Bộ Chính trị đưa ra, mà chỉ trong bộ máy riêng của Brezhnev tại một cuộc họp không chính thức. Nó dẫn tới sự kết thúc bất ngờ của thời kỳ giảm căng thẳng, với việc áp đặt cấm vận lương thực của Hoa Kỳ, càng làm các vấn đề kinh tế của Liên Xô thêm nghiêm trọng.
Tháng 3 năm 1982, Brezhnev bị một cơn nhồi máu cơ tim nghiêm trọng, và sau đó, dần phải đấu tranh để giữ lấy quyền lực.

## Huân chương và Huy chương
Leonid Brezhnev là người có nhiều huân huy chương nhất thế giới đến thời điểm hiện tại. Tính đến ngày 26/11/1982 khi ông qua đời, theo thống kê ông có tổng số 114 huân huy chương các loại. Ngoài huân huy chương trong nước, ông còn được nhiều nước trao tặng. 

### Trong nước
| Huân chương và huy chương | Huân chương và huy chương | Huân chương và huy chương                                                                      | Ngày                                                                                 | Trao cho |
| Số lần                    | Hình ảnh                  | Tên                                                                                            | Ngày                                                                                 | Trao cho |
| ------------------------- | ------------------------- | ---------------------------------------------------------------------------------------------- | ------------------------------------------------------------------------------------ | --- |
| 4                         |                           | Anh hùng Liên Xô                                                                               | 18/12/1966 18/12/1976 19/12/1978 18/12/1981                                          | "Cống hiến xuất sắc cho phục vụ Nhà nước và Xã hội Liên Xô."                                                                                      |
| 1                         |                           | Anh hùng Lao động Xã hội chủ nghĩa                                                             | 17/6/1961                                                                            | "Thành tích vượt trội trong lĩnh vực kinh tế nhà nước và văn hóa."                                                                                |
| 8                         |                           | Huân chương Lenin                                                                              | 2/12/1947 18/12/1956 17/6/1961 18/12/1966 2/10/1971 18/12/1976 19/12/1978 18/12/1981 | Đóng góp xuất sắc cho Nhà nước Liên Xô |
| 1                         |                           | Huân chương Chiến thắng                                                                        | 20/2/1978 (tước bỏ 21/9/1989)                                                        | Đóng góp vai trò quân sự trên quy mô mặt trận dẫn tới thắng lợi toàn diện của Hồng quân                                                           |
| 2                         |                           | Huân chương Cách mạng Tháng Mười                                                               | 14/3/1979 18/12/1980                                                                 | "Phục vụ cho sự nghiệp mở rộng chủ nghĩa cộng sản hoặc đất nước, hay tăng cường hệ thống phòng thủ của Liên Xô"                                   |
| 2                         |                           | Huân chương Cờ đỏ                                                                              | 12/3/1942 29/5/1944                                                                  | "Chủ nghĩa anh hùng trong chiến đấu, có thành tựu phi thường trong quân sự và chiến đấu"                                                          |
| 1                         |                           | Huân chương Bogdan Khmelnitsky hạng 2                                                          |                                                                                      | "Có vai trò đặc biệt trong chiến đấu dẫn tới thắng lợi giải phóng lãnh thổ Liên Xô"                                                               |
| 1                         |                           | Huân chương Chiến tranh Vệ quốc hạng nhất                                                      |                                                                                      | "Có vai trò đặc biệt và can đảm trong cuộc chiến tranh vệ quốc góp phần dẫn tới sự thành công của các hoạt động quân sự"                          |
| 1                         |                           | Huân chương Sao Đỏ                                                                             |                                                                                      | "Cống hiến đặc biệt cho sự nghiệp quốc phòng trong chiến tranh và hòa bình"                                                                       |
| 1                         |                           | Huy chương Công trạng Chiến đấu                                                                |                                                                                      | "Chiến đấu dũng cảm bảo vệ thành công biên giới, huấn luyện chính trị và dự bị trong lĩnh vực quân sự, quốc phòng"                                |
| 1                         |                           | Huy chương Kỷ niệm "Lễ kỷ niệm 100 năm ngày sinh V.I.Lenin                                     | 1970                                                                                 | "Có công trạng xuất sắc trong lĩnh vực dân sự và quân sự của Liên Xô"                                                                             |
| 1                         |                           | Huy chương "Bảo vệ Odessa"                                                                     |                                                                                      | "Tham gia bảo vệ Odessa" |
| 1                         |                           | Huy chương "Bảo vệ Caucasus"                                                                   |                                                                                      | "Tham gia bảo vệ Caucasus" |
| 1                         |                           | Huy chương "Chiến thắng Đức Quốc xã trong chiến tranh Vệ quốc vĩ đại 1941-1945"                |                                                                                      | "Phục vụ trong lĩnh vực quân sự và dân sự trong cuộc chiến tranh vệ quốc"                                                                         |
| 1                         |                           | Huy chương Kỷ niệm "20 năm chiến thắng Đức Quốc xã trong chiến tranh Vệ quốc vĩ đại 1941-1945" | 1965                                                                                 | "Phục vụ trong lĩnh vực quân sự và dân sự trong cuộc chiến tranh vệ quốc"                                                                         |
| 1                         |                           | Huy chương Kỷ niệm "30 năm chiến thắng Đức Quốc xã trong chiến tranh Vệ quốc vĩ đại 1941-1945" | 1975                                                                                 | "Phục vụ trong lĩnh vực quân sự và dân sự trong cuộc chiến tranh vệ quốc"                                                                         |
| 1                         |                           | Huy chương "Giải phóng Warszawa"                                                               |                                                                                      | "Tham gia giải phóng Warszawa" |
| 1                         |                           | Huy chương "Giải phóng Praha"                                                                  |                                                                                      | "Tham gia giải phóng Praha" |
| 1                         |                           | Huy chương "Đánh chiếm Viên"                                                                   |                                                                                      | "Tham gia trận đánh Viên" |
| 1                         |                           | Huy chương "Anh dũng Lao động trong Chiến tranh Vệ quốc vĩ đại 1941-1945"                      |                                                                                      | "Tham gia lao động trong chiến tranh vệ quốc từ 1 năm trở lên"                                                                                    |
| 1                         |                           | Huy chương "Tăng cường hợp tác quân sự"                                                        | 1979                                                                                 | "Công lao trong việc tăng cường hợp tác quân sự trong khối Warszawa"                                                                              |
| 1                         |                           | Huy chương "Phục hồi xây dựng ngành luyện kim đen phía Nam"                                    |                                                                                      | "Đóng góp vai trò quan trọng trong công việc luyện kim trong cuộc chiến chống Đức Quốc xã"                                                        |
| 1                         |                           | Huy chương "Vì sự phát triển vùng đất hoang"                                                   |                                                                                      | "Đóng góp vai trò quan trọng trong công việc phát triển khai khẩn đất hoang các khu vực Kazakhstan, Siberia, Ural, khu vực Volga và Bắc Caucasus" |
| 1                         |                           | Huy chương Kỷ niệm "40 năm lực lượng vũ trang Liên Xô"                                         | 1958                                                                                 | "Trao cho Nguyên soái, tướng, đô đốc, sĩ quan để chào mừng kỷ niệm 40 năm thành lập lực lượng vũ trang Liên Xô"                                   |
| 1                         |                           | Huy chương Kỷ niệm "50 năm lực lượng vũ trang Liên Xô"                                         | 1968                                                                                 | "Trao cho Nguyên soái, tướng, đô đốc, sĩ quan để chào mừng kỷ niệm 50 năm thành lập lực lượng vũ trang Liên Xô"                                   |
| 1                         |                           | Huy chương Kỷ niệm "60 năm lực lượng vũ trang Liên Xô"                                         | 1978                                                                                 | "Trao cho Nguyên soái, tướng, đô đốc, sĩ quan để chào mừng kỷ niệm 60 năm thành lập lực lượng vũ trang Liên Xô"                                   |
| 1                         |                           | Huy chương Kỷ niệm "250 năm thành lập Leningrad"                                               | 1957                                                                                 | "Trao cho công dân cống hiến xuất sắc trong việc cải tạo các lĩnh vực trong thành phố trong thời gian 5 năm trở lên"                              |
| 1                         |                           | Huy chương Kỷ niệm "1500 năm thành lập Kiev"                                                   | 1982                                                                                 | "Trao cho công dân cống hiến xuất sắc trong việc cải tạo các lĩnh vực trong thành phố trong thời gian 10 năm trở lên"                             |
| 1                         |                           | Giải thưởng Lenin về văn học                                                                   | 20/4/1979                                                                            | Trao cho tác phẩm "đất nhỏ", tác phẩm trong bộ 3 tác phẩm của Brezhnev                                                                            |
| 1                         |                           | Giải thưởng Hòa bình Quốc tế Lenin                                                             | 1972                                                                                 | |
| 1                         |                           | Huy chương kỷ niệm "50 năm Đảng Cộng sản Liên Xô                                               | 1981                                                                                 | |

### Quốc tế
| Huân chương và huy chương | Huân chương và huy chương                                             | Huân chương và huy chương                                             | Ngày                           | quốc gia                                   | Trao cho |
| Số lần                    | Hình ảnh                                                              | Tên                                                                   | Ngày                           | quốc gia                                   | Trao cho |
| ------------------------- | --------------------------------------------------------------------- | --------------------------------------------------------------------- | ------------------------------ | ------------------------------------------ | --- |
| 1                         |                                                                       | Huân chương Tháng 5                                                   | 1974                           | Argentina                                  | Ngoại giao |
| 1                         |                                                                       | Huân chương Giải phóng Mặt Trời                                       | 1981                           | Cộng hòa Dân chủ Afghanistan               | Ngoại giao |
| 3                         |                                                                       | Huân chương Anh hùng                                                  | 1973 1976 1981                 | · Cộng hòa Nhân dân Bulgaria               | Ngoại giao |
| 3                         |                                                                       | Huân chương Georgy Dimitrov                                           | 1973 1976 1981                 | · Cộng hòa Nhân dân Bulgaria               | Ngoại giao |
| 1                         |                                                                       | Huy chương kỷ niệm "100 năm giải phóng khỏi Ottoman"                  | 1978                           | · Cộng hòa Nhân dân Bulgaria               | |
| 1                         |                                                                       | Huy chương kỷ niệm "30 năm Cách mạng Xã hội chủ nghĩa ở Bulgaria"     | 1974                           | · Cộng hòa Nhân dân Bulgaria               | |
| 1                         |                                                                       | Huy chương kỷ niệm "90 năm ngày sinh Georgy Dimitrov"                 | 1972                           | · Cộng hòa Nhân dân Bulgaria               | |
| 1                         |                                                                       | Huy chương kỷ niệm "100 năm ngày sinh Georgy Dimitrov"                | 1982                           | · Cộng hòa Nhân dân Bulgaria               | |
| 1                         |                                                                       | Anh hùng Cộng hòa Cuba                                                | 1981                           | Cộng hòa Cuba                              | |
| 1                         |                                                                       | Huân chương José Martí                                                | 1974                           | Cộng hòa Cuba                              | |
| 1                         |                                                                       | Huân chương Carlos Manuel de Céspedes                                 | 1981                           | Cộng hòa Cuba                              | |
| 1                         |                                                                       | Huân chương Playa Girón                                               | 1976                           | Cộng hòa Cuba                              | |
| 1                         |                                                                       | Huy chương kỷ niệm "20 năm tấn công trại lính Moncada"                | 1973                           | Cộng hòa Cuba                              | |
| 1                         |                                                                       | Huy chương kỷ niệm "20 năm thành lập lực lượng vũ trang cách mạng"    | 1976                           | Cộng hòa Cuba                              | |
| 3                         |                                                                       | Anh hùng Cộng hòa Xã hội chủ nghĩa Tiệp Khắc                          | 5/5/1970 26/11/1976 16/12/1981 | Cộng hòa Xã hội chủ nghĩa Tiệp Khắc        | "có công lao đặc biệt và thành tích anh hùng với đất nước."                                                                                |
| 4                         |                                                                       | Huân chương Klement Gottwald                                          | 1970 1976 1978 1981            | Cộng hòa Xã hội chủ nghĩa Tiệp Khắc        | "phần thưởng trao cho các nước xã hội chủ nghĩa của Tiệp Khắc."                                                                            |
| 2                         |                                                                       | Huân chương sư tử trắng                                               | 1946 1973                      | Cộng hòa Xã hội chủ nghĩa Tiệp Khắc        | "trao thưởng cho cống hiến với Tiệp Khắc."                                                                                                 |
| 1                         |                                                                       | Huy chương kỷ niệm "Trận đánh Dukla Pass"                             | 1960                           | Cộng hòa Xã hội chủ nghĩa Tiệp Khắc        | |
| 1                         | xxxx80px\|border]]                                                    | Huy chương kỷ niệm quân đội                                           | 1946                           | Cộng hòa Xã hội chủ nghĩa Tiệp Khắc        | |
| 1                         |                                                                       | Huy chương Hữu nghị hạng nhất                                         | 1980                           | Cộng hòa Xã hội chủ nghĩa Tiệp Khắc        | |
| 2                         |                                                                       | Thập tự chiến Tiệp Khắc                                               | 1945 1947                      | Cộng hòa Xã hội chủ nghĩa Tiệp Khắc        | "hành động dũng cảm trong quân đội" |
| 1                         |                                                                       | Huy chương Dũng cảm                                                   | 1945                           | Cộng hòa Xã hội chủ nghĩa Tiệp Khắc        | "có hành động dũng cảm trong chiến đấu" |
| 1                         |                                                                       | Huy chương kỷ niệm 50 năm Đảng Cộng sản Tiệp Khắc                     | 1971                           | Cộng hòa Xã hội chủ nghĩa Tiệp Khắc        | |
| 1                         |                                                                       | Huy chương kỷ niệm "20 năm Khởi nghĩa Quốc gia Slovak"                | 1964                           | Cộng hòa Xã hội chủ nghĩa Tiệp Khắc        | |
| 1                         |                                                                       | Huy chương kỷ niệm "30 năm Khởi nghĩa Quốc gia Slovak"                | 1975                           | Cộng hòa Xã hội chủ nghĩa Tiệp Khắc        | |
| 1                         |                                                                       | Huân chương Hoa hồng trắng Phần Lan                                   | 1976                           | Cộng hòa Phần Lan                          | "trao cho dân sự và quân sự |
| 3                         | Tập tin:GDR Marks-order bar.png · Tập tin:GDR Karl-Marx-order rib.gif | Huân chương Karl Marx                                                 | 1974 1979 1981                 | Cộng hòa Dân chủ Đức                       | |
| 3                         |                                                                       | Anh hùng Cộng hòa Dân chủ Đức                                         | 1976 1979 1981                 | Cộng hòa Dân chủ Đức                       | |
| 1                         |                                                                       | Ngôi sao Hữu nghị Nhân dân Hạng nhất                                  | 1976                           | Cộng hòa Dân chủ Đức                       | |
| 1                         |                                                                       | Huy chương "vì sự tăng cường với Cộng hòa Dân chủ Đức                 | 1979                           | Cộng hòa Dân chủ Đức                       | |
| 1                         |                                                                       | Huân chương Độc lập                                                   | 1961                           | Cộng hòa Guinea                            | |
| 2                         |                                                                       | Huân chương Cờ Đỏ                                                     | 1976 1981                      | Cộng hòa Nhân dân Hungary                  | |
| 2                         |                                                                       | Ngôi sao Cộng hòa Indonesia                                           | 1961 1976                      | Cộng hòa Indonesia                         | Đệ nhất |
| 1                         |                                                                       | Anh hùng Cộng hòa Dân chủ Nhân dân Lào                                | 1981                           | Cộng hòa Dân chủ Nhân dân Lào              | |
| 1                         |                                                                       | Huân chương Vàng Quốc gia                                             | 1982                           | Cộng hòa Dân chủ Nhân dân Lào              | |
| 1                         |                                                                       | Anh hùng Cộng hòa Nhân dân Mông Cổ                                    | 1976                           | Cộng hòa Nhân dân Mông Cổ                  | |
| 1                         |                                                                       | Anh hùng Lao động Cộng hòa Nhân dân Mông Cổ                           |                                | Cộng hòa Nhân dân Mông Cổ                  | |
| 4                         |                                                                       | Huân chương Sukhbaatar                                                | 1966 1971 1976 1981            | Cộng hòa Nhân dân Mông Cổ                  | |
| 1                         |                                                                       | Huy chương kỷ niệm "30 năm chiến thắng quân phiệt Nhật Bản"           | 1975                           | Cộng hòa Nhân dân Mông Cổ                  | |
| 1                         |                                                                       | Huy chương kỷ niệm "30 năm chiến thắng Khalkhin Gol"                  | 1969                           | Cộng hòa Nhân dân Mông Cổ                  | Tham gia chiến dịch Khalkhin Gol |
| 1                         |                                                                       | Huy chương kỷ niệm "40 năm chiến thắng Khalkhin Gol"                  | 1979                           | Cộng hòa Nhân dân Mông Cổ                  | Tham gia chiến dịch Khalkhin Gol |
| 1                         | xxxx80px]]                                                            | Huy chương kỷ niệm "50 năm Cách mạng Mông Cổ"                         | 1971                           | Cộng hòa Nhân dân Mông Cổ                  | |
| 1                         | xxxx80px]]                                                            | Huy chương kỷ niệm "50 năm chiến thành lập Quân đội nhân dân Mông Cổ" | 1971                           | Cộng hòa Nhân dân Mông Cổ                  | |
| 1                         |                                                                       | Huân chương Mặt trời Đệ nhất                                          | 1978                           | Cộng hòa Peru                              | |
| 1                         |                                                                       | Huân chương Polonia Restituta Đệ nhất                                 | 1976                           | Cộng hòa Nhân dân Ba Lan                   | |
| 1                         |                                                                       | Bội tinh Grunwald, Đệ nhị                                             | 1946                           | Cộng hòa Nhân dân Ba Lan                   | |
| 1                         |                                                                       | Huy chương "Vì Odra, Nissa, Baltic"                                   | 1946                           | Cộng hòa Nhân dân Ba Lan                   | "tưởng niệm chiến thắng của Ba Lan tại vòng tuyến sông Odra, Nissa và biển Baltic"                                                         |
| 1                         |                                                                       | Huy chương Chiến thắng và Tự do                                       | 1946                           | Cộng hòa Nhân dân Ba Lan                   | "kỷ niệm chiến thắng Quốc gia Ba Lan và đồng minh trong việc đánh đuổi phát xít dành tự do và chiến thắng dẫn tới thắng lợi ngày 9/5/1945" |
| 1                         |                                                                       | Huân chương Chiến tranh Virtuti Militari                              | 1974 (tước bỏ năm 1990)        | Cộng hòa Nhân dân Ba Lan                   | |
| 1                         |                                                                       | Huân chương Công lao Cộng hòa Ba Lan                                  | 1981                           | Cộng hòa Nhân dân Ba Lan                   | "công lao trong quan hệ giữ 2 quốc gia" |
| 1                         |                                                                       | Huân chương Sao Romania                                               | 1976                           | Cộng hòa Xã hội chủ nghĩa Romania          | |
| 1                         |                                                                       | Huân chương Chiến thắng chủ nghĩa Xã hội                              | 1981                           | Cộng hòa Xã hội chủ nghĩa Romania          | |
| 1                         |                                                                       | Anh hùng Lao động                                                     | 1982                           | Cộng hòa Xã hội chủ nghĩa Việt Nam         | |
| 1                         |                                                                       | Huân chương Hồ Chí Minh                                               | 1982                           | Cộng hòa Xã hội chủ nghĩa Việt Nam         | |
| 1                         |                                                                       | Huân chương Sao vàng                                                  | 1980                           | Cộng hòa Xã hội chủ nghĩa Việt Nam         | |
| 1                         |                                                                       | Huân chương Đại tinh Nam Tư                                           | 1962                           | Liên bang Cộng hòa xã hội chủ nghĩa Nam Tư | "Xây dựng và phát triển hòa bình và quan hệ giữa 2 nước."                                                                                  |
| 1                         |                                                                       | Huân chương Tự do                                                     | 1976                           | Liên bang Cộng hòa xã hội chủ nghĩa Nam Tư | "khả năng lãnh đạo và tài năng xuất sắc"                                                                                                   |
| 1                         |                                                                       | Huân chương Cách mạng 14/10                                           | 1982                           | Cộng hòa Dân chủ Nhân dân Yemen            | |
| 1                         |                                                                       | Huân chương Lá cờ Quốc gia hạng nhất                                  | 1976                           | Cộng hòa Dân chủ Nhân dân Triều Tiên       | |
| 1                         |                                                                       | Huân chương Ngôi sao Danh dự                                          | 1980                           | Ethiopia Xã hội chủ nghĩa                  | |

## Qua đời và di sản
Tới giữa thập niên 1970, "một trong những đồng minh thân cận nhất của ông là một y tá của KGB, người cung cấp cho ông liên tục rất nhiều thuốc mà không cần hỏi ý kiến các bác sĩ". Ông trở nên phụ thuộc vào ma túy trong thuốc ngủ nembutal và qua đời vì nhồi máu cơ tim ngày 10 tháng 11 năm 1982. Ông được vinh danh với một trong những lễ tang lớn và trang trọng nhất thế giới. Lễ quốc tang được tổ chức trong bốn ngày. Thi hài ông được đặt trong một quan tài mở tại Tòa nhà các Liên đoàn Thương mại ở Moskva.
Sau đó, vào ngày 15 tháng 11 ngày sau buổi tang lễ, các lớp học tại các trường học và trường đại học được cho nghỉ và mọi tuyến đường vào Moskva đều bị chặn lại. Buổi lễ được truyền hình trực tiếp trên khắp cả nước. Chiếc quan tài được xe bọc thép đưa tới Quảng trường Đỏ. Khi quan tài tới giữa Quảng trường Đỏ nó được đưa ra khỏi xe, và với nắp mở, nó được đặt trên một bệ phủ vải đỏ đối diện với Lăng Lenin. Từ phía trên Lăng Lenin hàng loạt những lời tán dương được Tổng bí thư Andropov, Bộ trưởng Quốc phòng Dmitry Ustinov, Chủ tịch Viện Hàn lâm Khoa học Anatoli Alexandrov và một người công nhân đọc lên. Sau đó các thành viên Bộ Chính trị từ trên lễ đài bước xuống và những người quan trọng nhất trong số họ, Andropov, Chernenko và Gromyko đứng bên trái và Thủ tướng Nikolai Tikhonov, Bộ trưởng Quốc phòng Dimitry Ustinov và lãnh đạo Đảng tại Moskva Grishin đứng bên phải, cùng khiêng quan tài Brezhnev tới phía sau lăng, trong Nghĩa trang Tường Điện Kremlin. Đúng 12:45 chiều, quan tài của Brezhnev được hạ huyệt với tiếng kèn rền vang, cùng với những tiếng còi báo động và tiếng súng.
Sau khi Brezhnev qua đời, thành phố Naberezhnye Chelny ở châu thổ Sông Volga được đổi tên thành "Brezhnev" để vinh danh ông. Tuy nhiên, chưa tới 5 năm sau, cái tên cũ lại được phục hồi. Một khu vực phía ngoài Moskva, Quận Cây Anh đào (Cheryomushky Rayon), được đổi lại tên cũ của nó, từ tên Quảng trường Hồng binh..
Brezhnev đã cầm quyền ở Liên Xô lâu hơn bất kỳ một người nào khác trừ Stalin. Ông bị chỉ trích vì giai đoạn trì trệ kéo dài được gọi là 'Trì trệ Brezhnev', trong đó những vấn đề cốt lõi của nền kinh tế bị bỏ qua và hệ thống chính trị Liên Xô đang ngày càng suy tàn. Sự can thiệp của Liên Xô vào Afghanistan là một trong những quyết định lớn nhất trong sự nghiệp chính trị của ông, cũng làm suy yếu nghiêm trọng đến vị thế quốc tế của Liên Xô. Về thành tựu của Brezhnev, có thể nói rằng Liên Xô đã đạt tới mức độ quyền lực, ảnh hưởng chưa từng có và sẽ không bao giờ lặp lại, xã hội cũng yên tĩnh trong thời cầm quyền của ông. Một cuộc điều tra của Public Opinion Foundation tiến hành năm 2006 cho thấy 61% người Nga coi thời kỳ Brezhnev là tốt cho đất nước. Một cuộc nghiên cứu của VTsIOM năm 2007 cho thấy hầu hết người Nga muốn sống ở thời kỳ Brezhnev hơn ở bất kỳ giai đoạn nào khác trong lịch sử nước Nga thế kỷ XX. Hơn nữa, không giống người tiền nhiệm là Khrushchev, ông là một nhà đàm phán có tài về các vấn đề ngoại giao. Nhiệm vụ nỗ lực cải cách hệ thống đó sau thời gian cầm quyền của ông phải mất 3 năm nữa mới được nhà cải cách Gorbachev tiếp tục thực hiện.
Brezhnev sống ở số 26 Kutuzovsky Prospekt, Moskva. Trong những kỳ nghỉ, ông cũng sống tại Gosdacha của mình tại Zavidovo. Ông kết hôn với Viktoria Petrovna (1912-1995). Những năm cuối đời bà sống cô đơn, bị mọi người bỏ rơi. Bà bị tiểu đường trong một thời gian dài và hầu như mù ở cuối đời. Bà có một con gái, Galina Brezhneva (là một phóng viên báo chí, 1929-1998), và một con trai Yuri (sinh 1933, một quan chức thương mại). Con trai của Yuri, Andrei Brezhnev (sinh năm 1961), đã buộc tội Đảng Cộng sản Liên bang Nga đang chệch hướng khỏi tư tưởng cộng sản và phát động một Phong trào Cộng sản Toàn Nga cuối thập niên 1990 nhưng không thành công.

## Trong văn hoá đại chúng
- Hình vẽ nổi tiếng với Brezhnev đang say đắm hôn nhà lãnh đạo Đông Đức Erich Honecker trong một bức bích hoạ trào phúng với tiêu đề "Cái hôn của những người anh em" trên Bức tường Berlin, do nghệ sĩ Dmitri Vrubel thực hiện.